# Carcelia shimai
Carcelia shimai là một loài ruồi trong họ Tachinidae.